# 朗迪萨克
朗迪萨克（法語：Landisacq，法語發音：[lɑ̃dizak] ⓘ）是法国奥恩省的一个市镇，位于该省西北部，属于阿让唐区。

## 地理
朗迪萨克（48°45'24"N, 0°38'51"W）面积10.91 平方千米，位于法国诺曼底大区奧恩省，该省份为法国西北部内陆省份，北起顺时针与卡爾瓦多斯省、厄尔省、厄尔-卢瓦省、萨尔特省、马耶讷省和芒什省接壤。
与朗迪萨克接壤的市镇（或旧市镇、城区）包括：圣保罗、瑟里西贝尔埃图瓦尔、沙尼、拉朗德帕特里、坦什布赖博卡日。

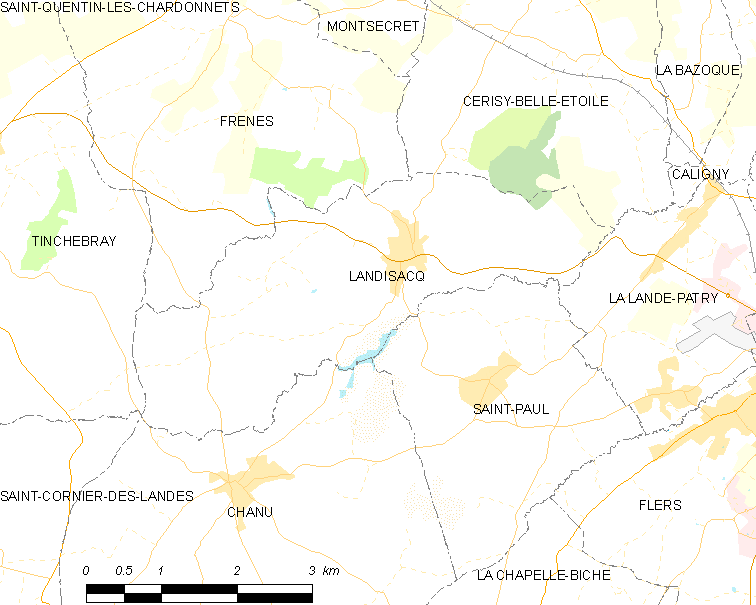
朗迪萨克的OSM定位图

朗迪萨克的时区为UTC+01:00、UTC+02:00（夏令时）。

## 行政
朗迪萨克的邮政编码为61100，INSEE市镇编码为61222。

## 政治
朗迪萨克所属的省级选区为弗莱尔第一县。

## 人口

1962-2008年间朗迪萨克人口变化图示

朗迪萨克于2022年1月1日时的人口数量为772人。

## 交通
奥恩省省道D257线、D268线、D809线和D924线在镇中心交汇，D54线经过境内西部。